# Лихај (Ајова)
Лихај (енгл. Lehigh) град је у америчкој савезној држави Ајова. По попису становништва из 2010. у њему је живело 416 становника.

## Демографија
Према попису становништва из 2010. у граду је живело 416 становника, што је -81 (-16.3%) становника више него 2000. године.
| Група             | 2000.       | 2010.       |
| Белци             | 488 (98,2%) | 410 (98,6%) |
| Афроамериканци    | 2 (0,4%)    | 1 (0,2%)    |
| Азијати           | 0 (0,0%)    | 0 (0,0%)    |
| Хиспаноамериканци | 1 (0,2%)    | 1 (0,2%)    |
| Укупно            | 497         | 416         |